# Hrvački klub Gavrilović
Hrvački klub Gavrilović je hrvački klub iz Petrinje, utemeljen 1948. godine.

## Povijest kluba
Hrvanje u Petrinji pokrenuto je 1948. godine dolaskom Rikarda Bukovca koji je uz Dragu Sumajstorčića osnovao klub pod imenom Jedinstvo. Klub je postao članom FILA-e 1992. godine. Koliki su bili uspjesi Hrvačkog kluba Gavrilović dokazuju rezultati Vlade Lisjaka osvajača zlatne medalje na Olimpijskim igrama 1984. u Los Angelesu.                                                           

## Vanjske poveznice
- Službene stranice  Arhivirana inačica izvorne stranice od 13. veljače 2010. (Wayback Machine)